# Mexican Pie
 (avril 2021).
Si vous disposez d'ouvrages ou d'articles de référence ou si vous connaissez des sites web de qualité traitant du thème abordé ici, merci de compléter l'article en donnant les références utiles à sa vérifiabilité et en les liant à la section « Notes et références ».
Pour plus de détails, voir Fiche technique et Distribution.
Mexican Pie  (The Quest) est un film américain réalisé par Jason A. Carbone et Mike Fleiss, sorti en 2003.

## Synopsis
Mexican Pie est une comédie documentaire non-censurée, inspirée d'American Pie, ou chaque acteur joue son propre rôle. Ce film suit un groupe d'amis étudiants américains complètement déjantés et en partance pour Mexico, pour un spring break typiquement américain où l'un d'entre eux, poussés par ses amis, espère perdre sa virginité...
Edward Macsalka, surnommé Eddie, est la risée de tous ses amis. Puceau de 21 ans et seulement considéré comme un bon pote par les filles qu'il côtoie malgré ses tentatives, il est en quête de sa première fois. Hans, Johnny, Kyle, Bryan, Matt et Ghertner, les amis d'Eddie, décident de se réunir pour prendre les choses en mains et partent tous ensemble pour Cabo San Lucas, pour un spring break au Mexique. Sur place, ils vont faire la connaissance de plusieurs personnes, notamment celles de Josh et Alex, deux personnes de petites tailles qui sont là eux aussi pour s'amuser et trouver chaussure à leurs pieds ainsi que Tara et Mélissa, qui les ont rejoints pour un concours de positions sexuelles sur le bord de la plage.
Durant cette aventure, Eddie, qui va être plus ou moins en compétition avec Josh, qui cherche aussi sa première fois avec une personne de taille normale, va avoir plusieurs opportunités... Mais il y a un hic. Il ne sait pas comment aborder la chose ni même conclure... Réussira t-il dans sa quête tant espérée?

## Fiche technique
- Titre original : Drunken jackasses the quest
- Titre français : Mexican Pie
- Réalisateurs : Mike Fleiss & Jason A. Carbone
- Distribution : Next Entertainment Inc.
- Genre : Comédie
- Durée : 75 minutes
- Sortie : 2003

## Distribution
- Edward Macsalka
- Hans Swolfs
- Alexander Loyless
- Joshua Morris
- Johnny "Kansas" Milord
- Matt Huntington
- Bryan Codi
- Andrew Ghertner
- Kyle Beard